# Сборник материалов для описания местностей и племён Кавказа
«Сбо́рник материа́лов для описа́ния ме́стностей и племён Кавка́за» (СМОМПК; Сборникъ матеріалов для описанія мѣстностей и племенъ Кавказа) — журнал, который издавался Управлением Кавказского учебного округа в Тифлисе. С 1881 года руководил изданием попечитель Кавказского учебного округа К. П. Яновский (умер в 1902 году). Журнал содержит обширный материал для истории, археологии, лингвистики и этнографии Кавказа, очерки об их истории. Большой научный интерес представляют словари и тексты кавказских народов, сказания о нартах, великорусские и инородческие песни, статьи и материалы о быте и нравах армян, грузин, азербайджанцев, осетин, горских евреев и других кавказских народностей. В многотомном труде опубликована информация о быте, письменности, укладе жизни, обычаях, фольклоре и многое другое, что было собрано исследователями после окончательного завоевания Кавказа. В издании можно найти описания селений и городов, очерки об их истории, быте и ремеслах населения. Исторические, лирические, бытовые и обрядовые песни, сказания раскрывают красоту языка и духовную суть народов Кавказа. Научная ценность этого издания признана профессором В. Ф. Миллером в обширных рецензиях, напечанных в «Журнале Министерства народного просвещения» 1893 году. Журнал издавался с 1881 по 1915 год в Тифлисе в типографии Главного управления Наместника Кавказского, но в связи с войной его издание было остановлено. Только в 1926 году, благодаря ассоциации Северо-Кавказских горских краеведческих организаций в Махачкале, увидел свет 45 выпуск, а в 1929 году — 46 выпуск. Начиная 1893 года до 1915 года сборник издавался с предисловием Л. Г. Лопатинского. Основная часть авторов издания это педагоги, в основном учителя местных кавказских школ и гимназий, собиравшие и записавшие различные материалы. Период издания журнала был различный, по мере накопления материалов, примерно 1-2 выпуска в год.